# Nymphidium damon
Nymphidium damon är en fjärilsart som beskrevs av Stoll 1791. Nymphidium damon ingår i släktet Nymphidium och familjen Riodinidae. Inga underarter finns listade i Catalogue of Life.